# Iglesia de Cristo de los Últimos Días
La Iglesia de Cristo de los Últimos Días, desde 1977, es el nombre oficial de una denominación del Movimiento de los Santos de los Últimos Días, que practica la poligamia. El grupo anteriormente era conocido como el clan de los Kingston, la Orden y la Sociedad Cooperativa del Condado de Davis. En 2011, la revista Rolling Stone describió al grupo como "la secta polígama más poderosa de Estados Unidos y una de las más peligrosas". El grupo tiene su sede en Salt Lake City, Utah. Las cifras de la membresía eran de unos 6.000 miembros en 2017.

## Historia
La secta fue fundada durante la Gran Depresión, en ese periodo, muchas familias lucharon para mantener a sus familias. Durante muchos años, los miembros de la sociedad cooperativa vivieron en malas condiciones y no tenían ninguna forma legal de solicitar asistencia. El antiguo líder de la secta John Ortell Kingston, vivió en una pequeña casa en Salt Lake City hasta 1987. El nuevo líder J. Ortell Kingston, siguió una agenda financieramente expansiva para la sociedad cooperariva del Condado de Davis, con la esperanza de mejorar la situación financiera de sus seguidores. Desde mediados de la década de 1990, muchos miembros han obtenido educación universitaria y viven en hogares de clase media y media alta en todas sus comunidades. Actualmente, el grupo afirma que, aunque diferentes habilidades aportan diferentes resultados financieros, no hay personas sin hogar dentro de la iglesia y existen programas internos para quienes experimentan pobreza financiera. La secta se formó en los estados de Arizona y Utah, durante el periodo conocido como la Gran Depresión. La secta es conocida como la sociedad cooperativa del condado de Davis, porque se fundó en el condado de Davis, en Utah. El fundador fue Charles Elden Kingston y el motivo de la fundación se describe como la división del trabajo, es decir, la idea de que era mejor trabajar juntos que trabajar por separado. Durante el periodo de la gran depresión, el desempleo y la pobreza eran elevados, mientras que el apoyo gubernamental faltaba o era muy escaso. 
En el momento de su fundación, el clan de los Kingston, incluía a personas que habían sido expulsadas de la Iglesia de Jesucristo de los Santos de los Últimos Días, debido a su creencia en la poligamia. Al principio se unieron a la secta personas de otras denominaciones religiosas.

## Creencias
Originalmente, la Iglesia de Cristo de los Santos de los Últimos Días era una organización no religiosa. El objetivo inicial era obtener beneficios financieros con el trabajo conjunto, independientemente de la afiliación religiosa y las convicciones personales. Los principios básicos eran vivir según la Regla de oro y servir a los demás. Posteriormente, los fundadores formaron una iglesia conjunta, la Iglesia de Cristo de los Santos de los Últimos Días, pero no todos los miembros de la organización se unieron a la iglesia. Investigadores independientes de la Universidad de Santa Clara en California han atribuido determinadas enfermedades genéticas a las uniones entre familiares cercanos dentro del grupo, a la endogamia y al pequeño tamaño del grupo. Según el Centro legal sobre la pobreza sureña (SPLC), la secta aboga por recurrir al incesto para mantener la pureza de su linaje, y algunos de sus miembros han sido acusados de racismo y homofobia. El grupo cree en el derecho del individuo a la libre acción. Los miembros de la secta afirman condenar los delitos de odio, el racismo y la homofobia, contra cualquier grupo o individuo. En su sitio web, la secta escribe que sostiene que todas las personas, independientemente de su raza, tienen derecho a estar orgullosas de su herencia y a mantener una relación de respeto mutuo hacia quienes puedan ser de una raza o cultura diferente. La secta cuenta con miembros que han servido en el Ejército estadounidense y que apoyan al Gobierno federal de los Estados Unidos.

## Poligamia
Un gran porcentaje de feligreses cree en la poligamia. En 2011, se consideró que menos de la mitad de sus miembros eran polígamos. Los matrimonios no son concertados, pero se anima a los miembros a elegir parejas dentro de la secta, lo que puede dar lugar a matrimonios incestuosos, aunque se sabe que los varones toman parejas fuera del grupo. Algunos miembros practican la poligamia, lo que en ocasiones ha dado lugar a problemas legales. Por ejemplo, en 2003 Jeremy Ortell Kingston fue sentenciado a prisión, por casarse con su cuarta esposa, su pariente de 15 años, Lu Ann Kingston (que era a la vez su prima y su tía). Kingston fue sentenciado a un año de prisión. Los miembros de la secta creen en el derecho de cada individuo a la libre acción, siempre y cuando no coaccionen, opriman, limiten, priven, pongan en peligro o se inmiscuyan en los derechos de los demás. Los miembros del grupo son libres de elegir a su cónyuge o a sus parejas matrimoniales, ya que el matrimonio se considera una elección personal del individuo. En 2019, una desertora del grupo testificó que su padre, miembro de la secta, tenía 18 esposas, mientras que ella tenía muchos hermanos.

## Empresas
La familia, la educación y la autosuficiencia son los pilares de la congregación. Muchos niños de la congregación se convierten posteriormente en empresarios y generan muchas oportunidades laborales. Según datos de 2011, el desempleo dentro de la iglesia era insignificante. A menudo, los niños se graduan en la escuela secundaria y entraban a la universidad antes que sus compañeros. Los negocios y empresas profesionales de los miembros no son controlados por el grupo. En 2011, los miembros del grupo controlaban alrededor de 100 empresas en el oeste de los Estados Unidos, entre estos negocios, había un casino en California, un rancho ganadero en Nevada, y una fábrica de muñecas realistas en Utah. Según algunas estimaciones, los activos del grupo ascendían a 300 millones de dólares estadounidenses. Según fuentes posteriores, en 2017, se estimaron los activos de los miembros de la secta en 1.000 millones de dólares estadounidenses. La organización posee una amplia cartera de negocios y activos inmobiliarios en todo el oeste de los Estados Unidos, incluida una granja lechera de 300 acres (1,2 km²) en el condado de Davis, una granja de 3.200 acres (13 km²) en Tetonia, Idaho, una mina de carbón en el condado de Emery, 1.200 acres (4,9 km²) en Terreton, Idaho, tiendas de descuento y comestibles, la empresa de armas de fuego "Desert Tech" y una empresa de suministros para restaurantes.